# Charlie Chan e la crociera del terrore
Charlie Chan e la crociera del terrore (Charlie Chan's Murder Cruise) è un film del 1940 diretto da Eugene Forde e basato sul personaggio di Charlie Chan, ispettore cinese della polizia di Honolulu, interpretato dall'attore Sidney Toler.

## Trama
L'ispettore Duff di Scotland Yard viene ucciso nell'ufficio di Chan, proprio dall'assassino a cui stava dando la caccia. Chan decide allora di portare a conclusione lui il lavoro del suo vecchio amico, smascherando l'assassino. Gli indizi fanno pensare che il responsabile si trovi tra i componenti di una comitiva che sta facendo una crociera intorno al mondo, così Chan si reca all'Imperial Hawaiian Hotel dove soggiornano i membri del tour, per interrogarli e qui viene a conoscenza di un altro delitto. Al suo arrivo in hotel, Chan scopre che è stato appena commesso un ulteriore omicidio. La vittima stavolta è il signor Kenyon, ma subito pare evidente che il vero obiettivo dell'assassino era in  realtà il sig. Gerald Pendleton e che il povero Kenyon sia stato ucciso per uno scambio di persona.
Il giorno dopo la crociera riprende verso San Francisco, con a bordo lo stesso Chan, e suo figlio numero due, Jimmy Chan, che introdotto nell'equipaggio, aiuterà il genitore nelle indagini. Poco prima dell'attracco in California, Pendleton viene assassinato. Chan trova le tracce di un radiogramma che Pendleton aveva programmato di trasmettere via radio a sua moglie. Confrontandolo con quello inviato, Chan scopre che è stato alterato. L'ora in cui è stato inviato però rivela anche l'ora dell'assassinio, che corrisponde al momento in cui sul ponte tutti i crocieristi stavano festeggiando l'ultima sera di imbarco, e di cui esistono delle fotografie. Mentre Chan si appresta a verificare chi non fosse presente alla festa viene colpito alla nuca e le foto vengono trafugate. Ha così inizio un inseguimento sulla nave che porta alla morte del presunto assassino che viene smascherato come Ross. Chan resta comunque scettico.
Mentre tutti i componenti della comitiva si trovano nell'ufficio del coroner per definire l'inchiesta, Chan presenta la signora Pendleton che, con il viso coperta di bende in seguito ad un incidente, spiega che l'assassino è il suo primo marito pazzo e vendicativo il cui nome è Jim Eberhardt, e che Ross era solo il suo complice riluttante. Chan infine smaschera il professor Gordon come Jim Eberhardt.

## Produzione
Le riprese si avviarono nel gennaio del 1940, la prima si tenne il 2 maggio 1940 nella città di New York, e la distribuzione alle sale avvenne a partire dal 21 giugno 1940.